# Babax lanceolatus
Babax lanceolatus е вид птица от семейство Leiothrichidae.

## Разпространение
Видът е разпространен в Китай, Хонконг, Индия и Мианмар.